# لوسیا لوکاس
لوسیا لوکاس (به انگلیسی: Lucia Lucas) (زاده ۱۹۸۰) خواننده باریتون و اپرا آمریکایی است.
او یک زن ترنس است.

## زندگی‌نامه
لوکاس در ساکرامنتو، کالیفرنیا بزرگ شد.او در دانشگاه ایالتی کالیفرنیا، سکرمنتو، نواختن شیپور و همچنین خواندن را آموخت و سپس در کالج هنرهای نمایشی شیکاگو ادامه تحصیل داد. او در نوامبر ۲۰۱۳ تصمیم به انتقال جنسیت گرفت، در ژوئیه ۲۰۱۴ شروع به مصرف استروژن و آنتی‌آندروژن کرد و در سپتامبر ۲۰۱۴ تحت عمل زنانه سازی صورت قرار گرفت. او در سال ۲۰۱۶ عمل تغییر جنسیت خود را انجام داد.